# Babice (kraj zliński)
Babice – gmina w Czechach, w powiecie Uherské Hradiště, w kraju zlińskim. Według danych z dnia 1 stycznia 2012 liczyła 1758 mieszkańców.
Zobacz też:
- Babice